# Diogo Costa Reis
Diogo Costa Reis (Porto, 30 de junho de 1988) é um ator português, estreou-se na quinta série de Morangos com Açúcar, como Diogo Furtado. Interpretou outros papéis como Joel em Lua Vermelha, Gonçalo Gama em Jardins Proibidos.

## Filmografia
| Ano       | Título              | Personagem     | Notas                    | Canal |
| --------- | ------------------- | -------------- | ------------------------ | ----- |
| 2007-2008 | Morangos com Açúcar | Diogo Furtado  | Protagonista (5.ª série) | TVI   |
| 2010-2011 | Lua Vermelha        | Joel Soares    | Elenco Principal         | SIC   |
| 2012-2013 | Voo Directo         | Marco          | Elenco Principal         | RTP1  |
| 2012-2013 | Família Mata        |                | Elenco Adicional         | SIC   |
| 2013-2014 | Sol de inverno      | Rodrigo        | Elenco Principal         | SIC   |
| 2014-2015 | Jardins Proibidos   | Gonçalo Gama   | Elenco Principal         | TVI   |
| 2017      | A Impostora         | Gabriel Lopes  | Elenco Principal         | TVI   |
| 2018      | Onde Está Elisa?    | Manuel Rocheta | Elenco Principal         | TVI   |
| 2019      | Alguém Perdeu       | Ricardo Santos | Elenco Principal         | CMTV  |